# Kossuth Lajos tér
Pour les articles homonymes, voir Place Kossuth.
La place Lajos Kossuth ou place Kossuth (en hongrois : Kossuth Lajos tér) est une place publique située dans le quartier de Lipótváros, dans le 5e arrondissement de Budapest en Hongrie.
Bordée notamment par l'imposant immeuble du Parlement à l'ouest, la place est surnommée « place de la Nation » (A Nemzet Tere). Symbole de l'État hongrois, elle est associée à de grands évènements historiques hongrois du XXe siècle.
D'autres bâtiments importants ainsi que des statues se trouvent sur et autour de la place qui accueille souvent des commémorations, des fêtes nationales mais également des manifestations.

## Histoire
La place prend sa forme actuelle avec le plan d'aménagement de János Hild en 1804.
La place a connu différentes dénominations par le passé. La première forme date des années 1820 avec Städtischer Auswind Platz (Városi kikötő tér en hongrois). Ensuite, elle a été appelée Schiffauswindsamts Platz (Hajókirakodási Hivatal tere en hongrois), Városi fészer tér et Hajókászati tér. Ces appellations étaient aussi allemandes puisque jusqu'au compromis austro-hongrois de 1867, le royaume de Hongrie était intégré à l'empire d'Autriche et avait donc l'allemand pour langue officielle.
À partir de 1853, la place s'appelait Városi Tömő tér (Stadt Schopper Platz) puis seulement Tömő tér à partir de 1880. Après la construction du Parlement hongrois (Országház), la place a logiquement porté le nom de « place du Parlement » (Országház tér) de 1898 à 1927. Entre 1918 et 1919, elle s'appelait « place de la République » (Köztársaság tér). Depuis 1927, elle porte le nom de Lajos Kossuth (1802-1894), héros de la révolution hongroise de 1848, auquel est dédié un monument au nord de la place.
Dans les années 1920, l'architecte Dezső Hütl fait édifier un ensemble monumental de style néoclassique pour le côté sud de la place, dont seule la partie gauche sera réalisée. Le reste de la parcelle demeure vide jusqu'au début des années 1970 quand un bâtiment de style brutaliste y est construit en même temps que la ligne 2 du métro. Dessiné par Béla Pintér et achevé en 1972, il abrite l'Alliance des sociétés scientifiques et techniques (Műszaki és Természettudományi Egyesületek Szövetsége, MTSz). Acquis par le Parlement, le bâtiment fait l'objet d'un projet de réhabilitation mais est finalement détruit en 2017. À son emplacement, s'élève aujourd'hui un immeuble identique et symétrique au bâtiment existant construit par Hütl.

## Bâtiments remarquables et lieux de mémoire
Les principaux édifices qui bordent la place sont le Parlement hongrois à l'ouest, l'ancien Palais de justice au nord-est et le ministère de l'Agriculture au sud-est.

### L'ancien Palais de justice
Construit entre 1893 et 1896 sur les plans d'Alajos Hauszmann, le palais de justice, de style éclectique, est le siège de la Curia Regis, cour suprême du pays jusqu'en 1949. Le frontispice présente une allégorie de la Justice, œuvre de Károly Senyei. Une fresque au plafond sur le triomphe de la Justice est de Károly Lotz. Il abrite ensuite les collections de la Galerie nationale hongroise à partir de 1957 puis le Musée ethnographique de 1973 à 2017.

### Le monument à István Tisza

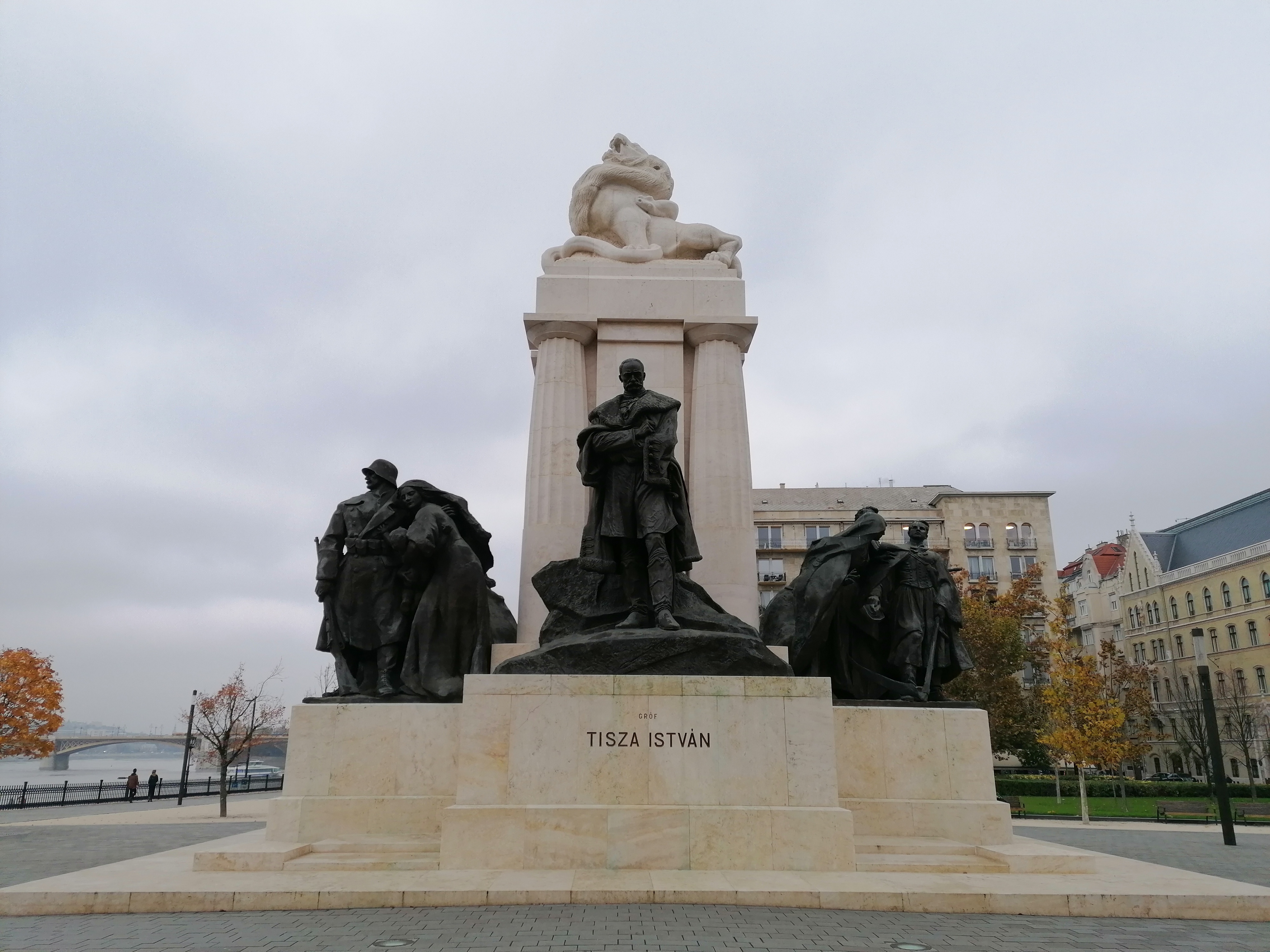
Statue d'István Tisza.

Le monument est dédié à la mémoire d'István Tisza, premier ministre hongrois de 1903 à 1905 et de 1913 à 1917. Le lion dominant l'ensemble est haut de 36 mètres et est en pierre calcaire. Le mémorial a été inauguré par Miklós Horthy en 1934. La sculpture a été endommagée à la fin de la Seconde Guerre mondiale lors de la bataille de Budapest en 1945. Les communistes ayant pris le pouvoir en Hongrie en 1949, ils décident de démolir ce symbole de l'ancien régime et le remplacent en 1975 par une statue de Mihály Károlyi, premier président de la République démocratique hongroise à la suite de l'effondrement de l'empire austro-hongrois en 1918. Le monument a été reconstruit à l'identique en 2014 par la volonté du premier ministre hongrois Viktor Orbán voulant redonner à la place son aspect originel précédant la Seconde Guerre mondiale et les transformations effectuées par le pouvoir communiste. Les sculptures de bronze et le monument, œuvres d'Imre Elek ont été inaugurés le 9 juin 2014

### Le monument à François Rákóczi
Au sud de la place s'élève le monument honorant François II Rákóczi, prince de Transylvanie. Initialement prévu pour être prêt pour le bicentenaire de sa mort en 1935, il est finalement inauguré deux ans plus tard. Il est formé d'un socle massif en granite rouge qui soutient la statue équestre en bronze de Rákóczi, œuvre du sculpteur János Pásztor.

### Autres
- No 13-15 : ambassade de France en Hongrie.

## Transports
La place est desservie par la station Kossuth Lajos tér de la ligne   du métro de Budapest et la station homonyme des lignes 2 et 2A du tramway.